# Camilla (Georgia)
Camilla è una città degli Stati Uniti d'America, situata nello Stato della Georgia e in particolare nella contea di Mitchell, della quale è il capoluogo.